# Зелений Гай (Нікопольський район)
Зелений Гай — село в Україні, у Томаківській селищній громаді Нікопольського району Дніпропетровської області. Населення становить 290 осіб.

## Географія
Село Зелений Гай розташоване за 1 км від села Тарасівка. Селом протікає річка Балка Грузька, ліва притока Томаківки.

## Історія
Тут існувала німецька колонія Нейгорст, яка також мала назву Тернувате, і входила до складу Хортицької волості. Станом на 1886 рік в селі мешкало 180 осіб, 21 двори, школа, магазин.
7 (20) листопада 1917 року, відповідно до Третього Універсалу Української Центральної Ради, увійшло до складу Української Народної Республіки.  

## Економіка
- «Заповіді Ілліча», ТОВ.

## Об'єкти соціальної сфери
- Школа.
- Фельдшерський пункт.
- Будинок культури.